# Motala (commune)
La commune de Motala est une commune suédoise du comté d'Östergötland. Environ 43 620 personnes y vivent (2020). Son siège se situe à Motala.

## Localités
- Borensberg
- Fornåsa
- Fågelsta
- Godegård
- Klockrike
- Motala
- Nykyrka
- Österstad
- Tjällmo